# 是我
《是我》（英語：It's Me）是香港歌手黎明的迷你專輯，全碟由雷頌德監製，專輯於2008年12月24日由唱片公司A Music首次發行。

## 製作概念
唱片公司於2008年12月21日為專輯《是我》舉行發布會，這張專輯的用色及黎明的造型均以白色為主調，專輯收錄了4首粵語歌和2首國語曲，主打歌〈是我〉及〈你懂我的愛〉是電影《梅蘭芳》的主題曲和插曲，〈是我〉由雷頌德監製、馮翰銘作曲、姚謙填詞；〈你懂我的愛〉由黎明與章子怡合唱，這首歌曲在日本錄製並在美國混音，而歌曲〈事過境遷〉及〈回來說愛著我〉由新加坡華裔創作歌手陳奐仁作曲，黎明親自為〈回來說愛著我〉填詞，首批限量版專輯附送收錄了2首主打歌的音樂短片及卡拉OK版本的DVD，音樂短片由黎明執導。

## 曲目列表
| CD       | CD                 | CD       | CD                               | CD             | CD                                       | CD    |
| 曲序     | 曲目               |          | 作曲                             | 编曲           | 备注                                     | 时长  |
| -------- | ------------------ | -------- | -------------------------------- | -------------- | ---------------------------------------- | ----- |
| 1.       | 是我（國語）       | 姚謙     | 馮翰銘                           | 雷頌德         | 《梅蘭芳》電影主題曲                     | 3:45  |
| 2.       | 你懂我的愛（國語） | 姚謙     | 雷頌德                           | 雷頌德         | 《梅蘭芳》電影插曲，由黎明及章子怡合唱。 | 3:36  |
| 3.       | 事過境遷           | 林若寧   | 陳奐仁                           | 陳奐仁         |                                          | 4:08  |
| 4.       | 回來說愛著我       | 黎明     | 陳奐仁                           | 陳奐仁         |                                          | 3:22  |
| 5.       | 日光甦醒時         | 黃仲凱   | 陳台證                           | 陳台證／符傳儀 |                                          | 3:55  |
| 6.       | 想你們             | 林夕     | Lee Sang Jun （Korean Original） | 雷頌德／藝琛   |                                          | 4:11  |
| 总时长： | 总时长：           | 总时长： | 总时长：                         | 总时长：       | 总时长：                                 | 22:57 |

| 首批限量版DVD | 首批限量版DVD | 首批限量版DVD |
| 曲序          | 曲目          | 備註          |
| ------------- | ------------- | ------------- |
| 1.            | 是我          | 音樂短片      |
| 2.            | 你懂我的愛    | 音樂短片      |
| 3.            | 是我          | 卡拉OK        |
| 4.            | 你懂我的愛    | 卡拉OK        |

## 幕後製作人員
以下為《是我》的部份幕後製作人員名單：
- 鍵琴：藝琛（曲目6）
- 結他：鄧建明（曲目2,6）、符傳義（曲目5）、陳台證（曲目5）
- 鋼琴：柿崎洋一郎（曲目1,2）、符傳義（曲目5）、陳台證（曲目5）
- 小提琴：Akiko Maruyama（曲目1,2）、Ayako Igarashi（曲目1,2）、金原千恵子（曲目1,2）、矢野晴子（曲目1,2）、Kaori Takahashi（曲目1,2）、黒木薫（曲目1,2）、藤家泉子（曲目1,2）、大林典代（曲目1,2）、伊能修（曲目1,2）、押鐘貴之（曲目1,2）、横山俊朗（曲目1,2）、榮田嘉彦（曲目1,2）、岩戸由紀子（曲目1,2）、Yuko Ohkubo（曲目1,2）
- 中提琴：細川亜維子（曲目1,2）、Daisuke Inobe（曲目1,2）、徳高真奈美（曲目1,2）、大沼幸江（曲目1,2）、三木章子（曲目1）、山田雄司（曲目1,2）
- 大提琴：Makoto Osawa（曲目1,2）、堀沢真己（曲目1,2）、三宅進（曲目1,2）、松岡陽平（曲目1,2）
- 低音提琴：一本茂樹（曲目1,2）
- 弦樂：Chieko Kinbara Strings（曲目1,2）
- 和音：Samantha Imagines（曲目5）、陳西敏（曲目6）
- 混音：Tatsuhito Naruse（曲目1,2）、陳奐仁（曲目4）、Jeremy Cheng（曲目6）
- 錄音：Jan Lee（曲目1,2）、Jeremy Cheng（曲目1,2,6）、馮翰銘（曲目3）、陳奐仁（曲目4）、陳西敏（曲目6）

## 流行榜成績
以下為《是我》的派台歌曲名單，以及其歌曲在香港四大電子媒體音樂流行榜的最高位置。
| 派台歌曲／流行榜 | 903專業推介 | 中文歌曲龍虎榜 | 新城電台勁爆本地榜 | 勁歌金榜 | 參考                 |
| ---------------- | ----------- | -------------- | ------------------ | -------- | -------------------- |
| 〈你懂我的愛〉   | 未能上榜    | 第18位         | 冠軍               | 亞軍     | [ 10 ] [ 11 ] [ 12 ] |
| 〈是我〉         | 未能上榜    | 未能上榜       | 未能上榜           | 冠軍     | [ 13 ]               |

## 獎項
以下是收錄於專輯《是我》的歌曲獲頒發的獎項：
- 廣州廣播電視台第六屆勁歌王音樂盛典——金曲獎（國語）〈是我〉
- 廣州廣播電視台第六屆勁歌王音樂盛典——勁歌王影視金曲獎〈你懂我的愛〉

## 外部連結
- 黎明 Leon Lai - 你懂我的愛 Official MV 官方完整版 AMusic Official Channel. 2013-06-11
- 黎明 Leon Lai - 事過境遷 Official MV 官方完整版 AMusic Official Channel. 2013-06-11
- 黎明 Leon Lai - 回來說愛著我 Official MV 官方完整版 AMusic Official Channel. 2013-06-11